# Handicap en France
Le handicap en France est défini par la loi handicap du 11 février 2005 portant sur l'égalité des droits et des chances, la participation et la citoyenneté des personnes handicapées.
En France, la loi handicap du 11 février 2005 a vocation à améliorer l'intégration de la personne handicapée. Au nom du principe d'égalité, elle reconnait que le droit à la compensation du handicap résulte d'un devoir sociétal, et non d'une logique de commisération ou de charité. Elle vise à rétablir une égalité des chances. On notera entre autres des exigences accrues en termes d'accessibilité des espaces urbains et diverses dispositions visant à lever les barrières d'accès à l'emploi. Sur le plan financier, cet effort s'est traduit par la mise en place de la Caisse nationale de solidarité pour l'autonomie (CNSA).

## Définition en France
En France, la définition donnée par la loi handicap du 11 février 2005 portant sur l'égalité des droits et des chances, la participation et la citoyenneté des personnes handicapées, définit le handicap comme suit dans son article L-114 : "Constitue un handicap, au sens de la présente loi, toute limitation d'activité ou restriction de participation à la vie en société subie dans son environnement par une personne en raison d'une altération substantielle, durable ou définitive d'une ou plusieurs fonctions physiques, sensorielles, mentales, cognitives ou psychiques, d'un polyhandicap ou d'un trouble de santé invalidant." 
La loi de 2005 n'est pas conforme au droit international car elle n’a pas été harmonisée avec la Convention relatives aux Droits des Personnes Handicapées (CDPH) ratifiée par la France en 2010. Selon l'Organisation des Nations unies dans leur rapport de 2017 sur la France, le Comité conseille une mise à jour de la définition du handicap selon le modèle basé sur les droits humains et non le modèle médical. Dans le rapport de l'ONU de 2021 sur la France, on explique que : "Le modèle du handicap basé sur les droits de l’homme n’a pas été intégré dans la législation ni la réglementation nationales, pas plus qu’il n’est devenu partie intégrante de la conscience politique et professionnelle en France."

## Démographie du handicap en France
Le dénombrement des personnes handicapées est sensible aux critères retenus pour repérer statistiquement ces dernières.
Ainsi, en 2021, 6,8 millions de personnes de 15 ans ou plus (13 %) déclarent avoir au moins une limitation sévère dans une fonction physique, sensorielle ou cognitive et 3,4 millions (6 %) déclarent être fortement restreintes dans des activités habituelles, en raison d’un problème de santé. Au total, selon le critère ou le croisement de critères utilisé, le nombre de personnes handicapées ou dépendantes peut varier de 2,6 millions à 7,6 millions de personnes de 15 ans ou plus vivant à domicile en 2021. Sur les seules personnes de 15 à 60 ans, ce chiffre varie de 0,9 à 3,3 millions. S’y ajoutent plus de 140 000 personnes de 16 ans ou plus hébergées en établissement spécialisé dans la prise en charge du handicap.

### Les différents handicaps
En 2021, environ 4,8 % des enfants de 5 à 14 ans résidant en France, soit près de 400 000, étaient handicapés, manifestant soit une limitation sensorielle, physique, cognitive sévère, soit une restriction marquée dans les activités quotidiennes. Parmi ces limitations, les cognitives étaient les plus courantes (3,4 %), suivies des sensorielles (1,0 %) et des physiques (0,9 %). En particulier, les difficultés à voir même après correction étaient les plus fréquentes parmi les limitations sensorielles (0,9 %). Plus d'enfants garçons (4,4 %) présentaient des limitations cognitives que les filles (2,4 %), tandis que les limitations physiques et sensorielles étaient réparties de manière égale entre les sexes. Les enfants vivant dans les départements et régions d'outre-mer (DROM) et en Corse étaient plus susceptibles d'avoir des limitations comparativement au reste du territoire. Environ 4,2 % des enfants bénéficiaient de l'aide d'un professionnel ou de l'entourage en raison de problèmes de santé ou de handicap, et 1,3 % utilisaient une aide technique ou un aménagement du logement.

### Inclusion scolaire des élèves en situation de handicap en France
Durant l'année scolaire 2021-2022, plus de 212 400 élèves en situation de handicap ont été scolarisés dans des établissements du premier degré en France. Parmi eux, 75 % ont été intégrés en classe ordinaire, démontrant un engagement vers une inclusion scolaire plus systématique. Pour accompagner ces élèves, une aide humaine a été déployée pour deux tiers d'entre eux (141 600 élèves), soit sous forme individuelle, soit sous forme mutualisée, conformément à leur projet personnalisé de scolarisation.
En ce qui concerne le type de scolarisation, on constate une évolution en fonction de l'âge. Pour les enfants âgés de 6 ans, seulement 5 % sont inscrits dans des programmes de scolarisation collective, comme les unités localisées pour l'inclusion scolaire (Ulis) ou les unités d'enseignement élémentaire autisme (UEEA). Cependant, ce taux augmente à 22 % dès l'âge de 7 ans, atteignant près d'un tiers pour les élèves de 9 ans et plus de la moitié à partir de 11 ans.
La répartition par genre montre que près de trois élèves handicapés sur dix scolarisés dans le premier degré sont des filles (29 %), une proportion légèrement supérieure en scolarisation collective (34 %). Cette proportion féminine augmente progressivement avec l'âge, passant de 27 % à 4 ans à 34 % à 11 ans ou plus.
En ce qui concerne les mesures d'accompagnement, 4 % des élèves en situation de handicap ont bénéficié de matériel pédagogique adapté. Les élèves présentant des troubles visuels, auditifs et moteurs ont été les plus nombreux à bénéficier de ces ressources adaptées. En outre, à l'exception des élèves scolarisés dans les UEEA, près de 90 % des élèves en situation de handicap ont fréquenté une école à temps plein. La scolarisation à temps partiel était plus fréquente chez les élèves inscrits exclusivement dans une classe ordinaire de niveau pré-élémentaire, avec 24 % d'entre eux suivant ce modèle.
Ces informations mettent en évidence l'importance de l'accompagnement individualisé, du matériel pédagogique adapté et de l'inclusion scolaire dans l'éducation des élèves en situation de handicap en France.

## Les instituts médico-socio-éducatifs

### Histoire
Entre 1940 et 1945, environ 45 000 personnes handicapées mentaux ("aliénés") sont décédées, à la suite de privations d'alimentation et de soins, victimes de froid ou de la malnutrition, dans les asiles psychiatriques françaises "dans l’indifférence quasi générale d’un corps médical qui y voyait là un magnifique sujet d’étude scientifique". Ce passage de l'histoire a été largement diffusé en 2000 où une enquête confiée à une équipe de spécialistes d’histoire de la santé et d’histoire de la France de l’Occupation, a eu lieu.
Le premier atelier protégé pour personnes handicapées fut créé à Reims (Marne) en 1954 et le premier foyer résidence pour personnes handicapées à Tonneins (Lot-et-Garonne) gérés par l'association APF France Handicap (connue jusqu'en 2018 sous le nom d'Association des Paralysés de France).
Pour sortir certains enfants handicapés mentaux des asiles psychiatriques, les instituts médicoéducatifs (IME) ont été créés dans les années 1960 par les associations de parents (telles que Unapei) ou de la Croix Rouge française.

#### Fonctionnement actuel
L'orientation des enfants vers un institut relève de la compétence des Maisons Départementales pour les Personnes Handicapées (MDPH). C'est la Commission des droits et de l’autonomie des personnes handicapées (CDAPH) qui évalue la situation de l’enfant en fonction de différents critères selon le niveau de déficit.
Les IME accueillent  les enfants et jeunes adultes âgés de 3 à 20 ans. En janvier 2023, 11 000 enfants étaient en attente d'une place dans un IME. La ministre déléguée chargée des Personnes handicapées, Geneviève Darrieussecq, explique ce manque par des sorties bouchées. Selon une étude de la Drees publiée en 2022, 24% des personnes en IME ont plus de 18 ans ; la loi Creton de 1989 a permis le maintien de jeunes adultes ayant atteint l'âge limite, en attente d'une place en structure pour adultes. (Voir: institut médico-éducatif).
Les établissements ou services d’aide par le travail (ESAT) sont des établissements médico-sociaux qui permettent "aux personnes handicapées des activités diverses à caractère professionnel et un soutien médico-social et éducatif en vue de favoriser leur épanouissement personnel et social." Par opposition au milieu « ordinaire » de travail, les ESAT relèvent du milieu « protégé » et du code de l’action sociale et des familles. En principe, la personne handicapée doit être âgée de 20 ans mais il est possible d'être admis dès l’âge de 16 ans.

#### Droit international
Dans son rapport de 2021 sur le droit des personnes en situation de handicap, l'ONU "a jugé très préoccupant que la France n’ait pas pour objectif de mettre fin à l’institutionnalisation de personnes handicapées, y compris d’enfants" dans les instituts médicoéducatifs. La CDPH exige la désinstitutionalisation et l'ONU a publié en septembre 2022 des lignes directives sur le sujet.
Le rapporteur de l'ONU, lors de cet examen, souligne que : "L’article premier de [la loi de 2005] est au cœur du problème, car il permet aux associations gestionnaires du secteur médico-social, et non aux organisations représentatives des personnes en situation de handicap, d’exercer une influence prépondérante sur les politiques publiques en matière de handicap." La CDPH, que la France a ratifiée, exige que les associations soient représentées par les personnes handicapées pour éviter les conflits d'intérêts.
Dans son rapport de 2023 sur le droit des enfants, l'ONU a réitéré son inquiétude quant au nombre important d'enfants handicapés placés dans les instituts ainsi que la discrimination sur le base du handicap dans l'école ordinaire.

### Emploi
Une part importante de la population des personnes en situation de handicap capables de travailler est au chômage - même s'il existe heureusement des exemples d'intégration de personnes en situation de handicap au monde du travail. Sur un plan mondial, dans les pays dits en voie de développement le taux de chômage des personnes handicapées peut atteindre 90 %, et est évalué dans les pays dits développés entre 50 et 70 %. En France en 2012, le taux de chômage des personnes reconnues comme handicapées est évalué à 22 %, soit deux fois plus que dans la population non-handicapée. Les discriminations liées au handicap sont d'ailleurs un des principaux motifs de saisie de la HALDE. Elles sont notamment le fait des missions handicap. L'observatoire des discriminations a montré que les discriminations à l'embauche sont particulièrement fortes pour les postes en contact avec le public. Pour les commerciaux les chances de décrocher un entretien après l'envoi d'un CV sont 15 fois inférieures par rapport à un candidat ne mentionnant pas son handicap.
- La loi du 10 juillet 1987 a institué une obligation d'emploi dans les entreprises de 20 salariés et plus : compter des résultats à hauteur de 6 % (nombre de salariés handicapés, financements d'actions de formation). Un fonds pour le développement de l'emploi des personnes handicapées est mis en place. Il recueille les contributions obligatoires versées par les établissements qui n'atteignent pas le taux de 6 %. L'AGEFIPH gère ce fonds et finance diverses aides auprès des personnes handicapées : formation, aménagement du poste de travail, aménagement de véhicule. Elle contribue aussi au recrutement de personnes handicapées (prime versée à l'employeur) ainsi qu'à l'aménagement du poste de travail.
- La Loi handicap du 11 février 2005 renforce les aides en faveur des personnes handicapées. Les MDPH (Maisons Départementales des Personnes Handicapées) sont créées. La CDAPH (Commission des Droits et de l'Autonomie des Personnes Handicapées) siège au sein de chaque MDPH. Elle remplace la COTOREP ; elle attribue les RQTH (Reconnaissance de la Qualité de Travailleur Handicapé).
- Un Fonds pour l'insertion des personnes handicapées dans la fonction publique (État, fonction publique territoriale et hospitalière)[22] est créé en 2006.

Pour favoriser l'embauche des travailleurs handicapés, des aides financières peuvent être accordées aux employeurs :
- L'aide à l'insertion professionnelle
- L'aide au tutorat
- L'aide aux emplois d'avenir
- L'aide au contrat d'apprentissage ou de professionnalisation
- L'aide pour maintenir en emploi les salariés handicapés en fin de carrière
- La reconnaissance de la lourdeur du handicap

## Prise en charge par type de handicap
En France, la mesure légale de la gravité d'un handicap est exprimée en termes de taux d'incapacité permanente suivant un barème adapté de celui de l'Office national des combattants et des victimes de guerre (ONAC) pour les handicaps physiques et les maladies professionnelles, art. L 143-1 du code de la sécurité sociale. Le barème peut faire l'objet d'un contentieux devant le tribunal judiciaire (précédemment devant le tribunal du contentieux de l'incapacité (TCI). Pour les autres handicaps le taux d'invalidité est déterminé par la MDPH. Il ouvre droit, à partir d'un taux d'invalidité attribué supérieur à 80 %, à une compensation financière Allocation aux adultes handicapés et éventuelle allocation compensatrice (ACTP).
La loi du 11 février 2005 reconnaît différents types de handicap dont le handicap moteur, sensoriel (auditif et visuel), mental, cognitif et psychique auxquels il faut ajouter le polyhandicap qui associent plusieurs handicaps et les personnes âgées dépendantes prises en charge par les maisons départementales de l'autonomie.

### Handicap moteur
Pour toute scolarisation d'un enfant handicapé moteur (à l'instar de nombreux autres handicaps), un projet personnalisé de scolarisation (PPS) prend en compte les aides humaines et techniques nécessaires à a prise en charge scolaire, mais aussi les éléments particuliers de la vie quotidienne (accessibilité, soins, rééducations, transports). Selon le site Tousalecole Environ 7 000 enfants scolarisés sont atteints d'une déficience motrice pouvant nécessiter l'usage d'un fauteuil. la « loi pour l’égalité des droits et des chances », rend obligatoire l’accessibilité des Établissements recevant du public (ERP) aux personnes handicapées ou à mobilité réduite.

### Handicap sensoriel

#### Handicap auditif
La circulaire n°2017-011 du 3 février 2017 fixe les différentes modalités de scolarisation des jeunes sourds ou malentendants. Les élèves sourds peuvent bénéficier d'un projet personnalisé de scolarisation (PPS) dans lequel deux choix lui sont proposés; soit une communication bilingue en langue des signes françaises (LSF) et langue française écrite, soit une communication langue française écrite avec l'appui en LSF ou de la langue française parlée complétée (LFPC).
Selon une enquête DSDEN de 2019 citée dans un rapport publié en juin 2021 par le Conseil scientifique de l’éducation nationale, 7 700 enfants sourds sont scolarisés en classe ordinaire. 73% de ces enfants suivent une scolarisation individuelle. 16% participent à un dispositif ULIS. Et 11% suivent une scolarisation collective dans un PEJS, ou Pôle d’enseignement pour les jeunes sourds.
Le SSEFIS : Service de Soutien à l'Éducation Familiale et à l'Intégration Scolaire ou SSEFS (Service de Soutien à l'Éducation Familiale et à la Scolarisation) s'adressent aux enfants porteurs d'une déficience auditive.

#### Handicap visuel
En France, les enfants déficients visuels doivent bénéficier d'une prise en charge éducative adaptée mais la Fédération des Aveugles de France alerte le Gouvernement sur les difficultés que rencontrent les familles en raison du manque d’enseignants spécialisés et les disparités selon les différents territoires. Cette association rappelle que lors d'une étude effectuée en 2021, « 600 enfants déficients visuels sont sans solution ou sur liste d’attente » et présente ses inquiétudes pour la rentrée scolaire 2022-2023
Le Service d'Aide à l'Acquisition de l'Autonomie et à l'Intégration Scolaire (SAAAIS) s'adresse aux enfants porteurs d'une déficience visuelle.

### Handicap mental

#### Enfants
Pour toute scolarisation d'un enfant handicapé mental (à l'instar de nombreux autres handicaps), un projet personnalisé de scolarisation (PPS) doit prendre en compte les aides humaines et techniques nécessaires à la prise en charge scolaire. Une équipe de suivi de la scolarisation (ESS) facilite la mise en œuvre du PPS et assure, pour chaque élève en situation de handicap, un accompagnement attentif et régulier permettant une intégration dans l’école ordinaire (avec l'aide éventuel d'un SESSAD). Les SESSAF DI (Déficience Intellectuelle) ou SESSAD TFC (Troubles des Fonctions Cognitives) qui s'adresse aux enfants présentant un handicap mental ou cognitifs, entrainant des retards dans les apprentissages.
Les enfants porteurs d'un handicap mental ont également la possibilité de fréquenter une école ou un centre de pédagogie spécialisée comme  l'institut médicoéducatif (IME). Ce type d'établissement est très souvent géré par des associations privées (UNAPEI, APAJH, Papillons blancs).

#### Adultes
L'augmentation de l'espérance de vie chez les handicapés mentaux entraînent de nouvelles difficultés pour ces personnes et leurs familles. Dans ses livres la spécialistes des personnes handicapée mentales vieillissantes familles, Nancy Breitenbach, expliquent la situation de ces familles sont en détresse : 
«  Ces familles sont en détresse, prise dans un quotidien qui les éloigne des autres, angoissées par un avenir auquel personne ne les a préparées et pour lequel personne ne les conseille. »
Cette situation de mise à l'écart et d'exclusion sociale est généralement liée à l’éloignement de la structure proposée ou le manque de place disponible, une situation de blocage des parents, une orientation inadaptée ou des problèmes de santé.

### Handicap cognitif

#### Enfants et adolescents
En 2021, le gouvernement français annonce que la scolarisation des enfants présentant un trouble du spectre autistique ou un trouble du neuro-développement à l’école « ordinaire » est l’un des axes du 3ème engagement pris de la stratégie nationale pour l’autisme. Il rappelle également que les priorités sont l'accès à l'apprentissage, la socialisation, l'inclusion dans la société pour le présent et le futur.
Certains enfants atteints de troubles cognitifs peuvent être scolarisés en milieu ordinaire et d'y bénéficier d'un projet personnalisé de scolarisation (PPS) et de l'assistance d'un accompagnant des élèves en situation de handicap (AESH), anciennement nommé auxiliaire de vie scolaire (AVS). L'enfant peut également être orienté vers une classe spécialisée dans une unité localisée pour l'inclusion scolaire (ULIS) ou, dans le cas des enfants plus en difficulté (notamment quand il est porteur d'une déficience intellectuelle) d'une prise en charge dans un institut médico-éducatif (IME).
La SESSAD TED (Troubles envahissant du Développement) ou SESSAD TSA (Trouble du Spectre Autistique) ou SESSAD Autisme s'adresse aux enfants porteurs de troubles de nature autistique et la SESSAD TCC (Troubles de la Conduite et du Comportement) s'adresse aux enfants présentant de l'hyperactivité mais aussi des troubles du comportement induits par des troubles d'ordre psychologique et/ou psychiatrique.
Selon le site Enfance & jeunesse infos, en 2021, un minimum de 11 000 enfants en situation de ce type de handicap attendent une place dans un IME, soit une hausse de 20 % par rapport à l'année précédente. En 2023, plusieurs députés interrogent, par questions écrites, le gouvernement français.

#### Adultes
En France, l’offre d’accompagnement des adultes autistes est moins développée et structurée que pour l’enfant, la Haute Autorité de santé préconisant en 2018 que tout doit être mise en œuvre assurer pour l’autonomie, l’inclusion sociale et la qualité de vie de l'adulte autiste , sachant que sur les 700 000 personnes diagnostiquée autistes en France, seulement 100 000 sont des enfants. Le manque de prise en charge s’explique par l’insuffisance de structures en France malgré l'existence de nombreux plans autisme (le dernier datant de 2018-2022) impliquant également les adultes.

### Handicap psychique
Le handicap psychique  est reconnu depuis la loi du 11 février 2005 permettant aux personnes concernées par ce handicap de bénéficier des droits liés aux démarches auprès des MDPH. Elle permet également de le différencier du handicap mental permettant ainsi d'apporter aux personnes d'une prise en charge adaptée.

### Personnes âgées dépendantes
Les personnes âgées (de plus de 60 ans) en perte d'autonomie vivent majoritairement à domicile. Celles-ci bénéficient de l'allocation personnalisée d'autonomie (APA) leur permettant de bénéficier des aides et services nécessaires à l'accomplissement des actes essentiels de la vie mais également pour les personnes dont l'état nécessite une surveillance particulière.
Au niveau institutionnelle, l'Établissement d'hébergement pour personnes âgées dépendantes (EHPAD) est la structure institutionnelle qui accueille les personnes âgées dépendantes et en perte d'autonomie mais également les personnes handicapées mentales non autonomes obligées de quitter leurs structures pour adultes.

## Accessibilité des transports
Selon un sondage de l'IFOP, une majorité des Français a déjà éprouvé au moins une difficulté de déplacement selon une consultation nationale sur l’accessibilité en France rendue publique le 29 janvier 2020 par APF France handicap.

### Situation à Paris et en Île de France
Les 63 lignes du réseau Bus parisien sont entièrement accessibles aux PMR, une ligne de bus étant considérée accessible lorsque tous les véhicules sont équipés d'une rampe rétractable d'accès à bord, et lorsqu'au moins 90% des arrêts de la ligne sont adaptés (trottoir surélevé). En ce qui concerne le métro, Seule la ligne 14 est aujourd'hui entièrement accessible. Elle traverse Paris, de Olympiades dans le sud-est à Saint-Lazare dans le nord-ouest. Pour les personnes déficientes visuelles, des bandes d'éveil de la vigilance ont été mises en place sur toutes les bordures des quais des réseaux Métro et RER. Les 183 quais des stations sont accessibles pour les personnes à mobilité réduite. Toutes les voitures des T1, T2,T3, T5,T6,T7 et T8 sont à plancher plat et de plain-pied avec le quai.

### Situation dans les autres agglomérations

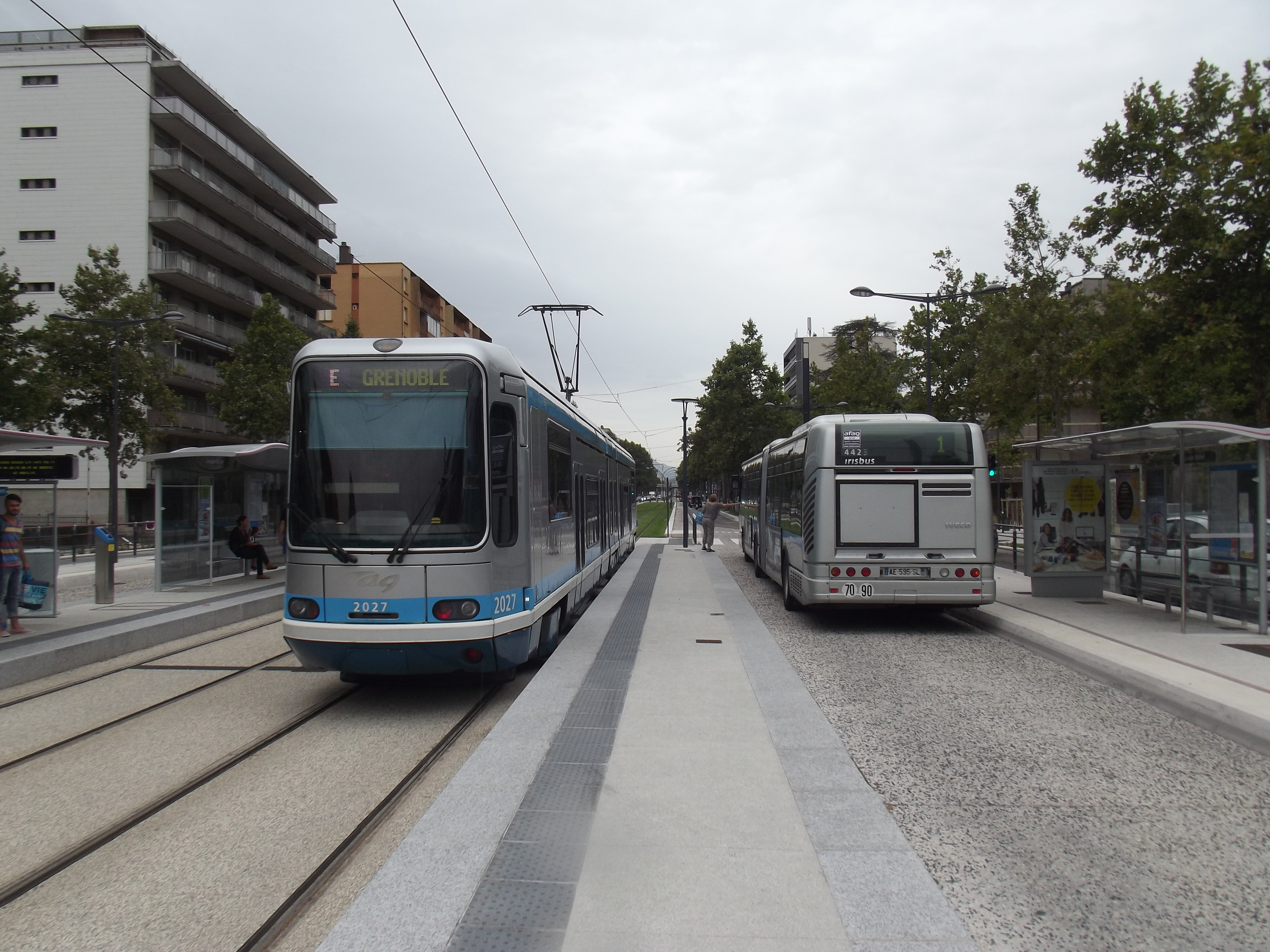
Les quais surélévés des stations de bus et de tramway grenobloises permettent un accès facile aux personnes handicapées

À Lyon et dans sa banlieue, Les quais des tramways sont aménagés et les rames sont équipées de seuils rétractables et d’un plancher bas intégral pour faciliter l’entrée et la sortie des fauteuils roulants. L'ensemble des bus est accessible et possède des boutons de demande d’arrêt et d’ouverture des portes en braille. Les stations sont accessibles directement (de plain-pied) ou par des ascenseurs sauf la station Croix-Paquet du métro C et des panneaux de commande en braille indiquent les différents niveaux desservis ainsi que différents messages sonores indiquant la direction du métro et le nom de la rue en surface. les portillons d'accès sont adaptées aux PMR et une balise sonore est présente à l’entrée des stations de métro et funiculaire.
À Marseille, la totalité du réseau tramway est accessible aux Usagers en fauteuil roulant et 730 arrêts de bus sont accessibles aux usagers en fauteuil roulant. Lorsqu'un arrêt de bus est accessible aux UFR, un pictogramme est peint sur le trottoir.
À Lille, les lignes 1 et 2 du métro, les lignes d'autobus et les lignes de tramway sont totalement accessibles aux personnes à mobilité réduite : des ascenseurs permettent l’accès aux quais et les véhicules sont accessibles de plain-pied. Il existe également un réseau de navettes entièrement réservés aux personnes handicapées en situation d'incapacité de se déplacer.
Selon l’Association des paralysés de France les villes françaises les plus accessibles aux personnes handicapées sont par ordre de classement, 1- Grenoble, 2- Rennes, 3- Nantes, 4- Strasbourg, 5- Montpellier, 6- Lille, 7- Toulouse, 8- Toulon, 9- Lyon, 10- Bordeaux.

## Gestion publique
La prise en charge des personnes handicapées relèvent de plusieurs organismes en France. Ils sont liés à la nature de leurs handicaps mais aussi à la nature de cette prise en charge (financement de l'accompagnement, des soins, du transport, financement et organisation de l'accueil en établissement ou en famille d'accueil, prise en compte de l'aides aux aidants, etc.)

### Au niveau national

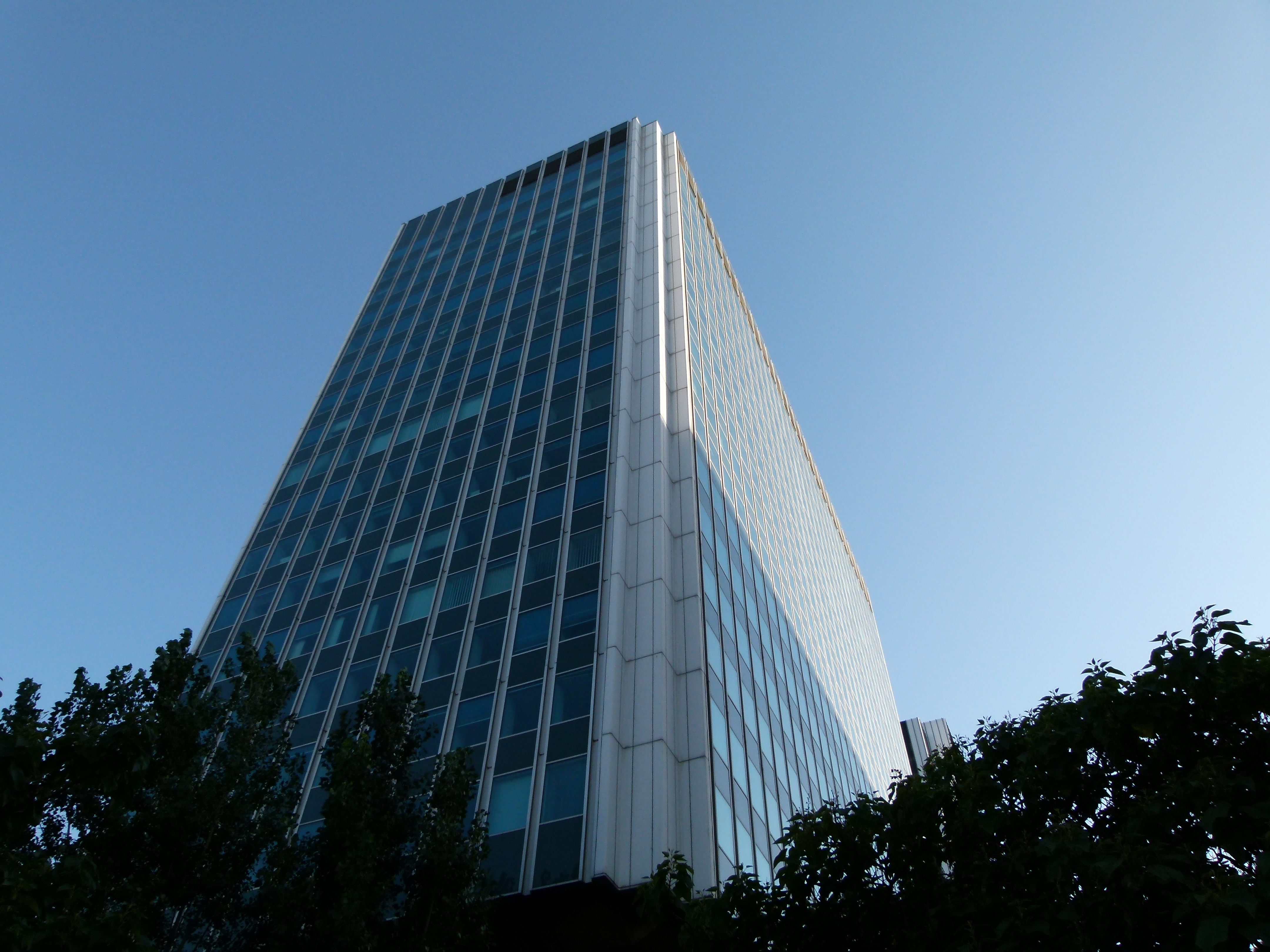
Héron Building, siège de la Caisse nationale de solidarité pour l'autonomie (CNSA), à Paris

En ce qui concerne le financement de l'aide à l'autonomie des personnes âgées et des personnes handicapées, la Caisse nationale de solidarité pour l'autonomie (CNSA) est l'organisme gestionnaire de la branche Autonomie de la Sécurité sociale. Cet établissement public intervient en appui aux acteurs locaux, remplissant auprès d’eux une double fonction de financement (elle leur répartit l’essentiel des moyens de son budget) et d’animation (elle garantit l’efficacité et l’équité dans la compensation de la perte d’autonomie).
D'autres organismes sont également concernés en qualité d'intervenants publiques dans la gestion de la prise en charge du handicap en France, tels que l'Agence nationale de l'évaluation et de la qualité des établissements et services sociaux et médico-sociaux (Anesm), le Conseil Handicap National (CNH), l'AGEFIPH et l'AGEFIPH pour les travailleurs relevant d'un handicap.
Depuis le 1er janvier 2011, l’École des hautes études en santé publique (EHESP) a repris l'ensemble des activités du CTNERHI. Les locaux du CTNERHI sont dorénavant ceux de la Maison des sciences sociales du handicap (MSSH).
L'Éducation nationale assure une prise en charge des élèves handicapés par une intégration en milieu ordinaire, écoles primaires et second degré. En 2011, plus de 210 000 élèves sont accueillis.
Le ministère de la Santé (ou ministère de la Santé et des Solidarités), par l'intermédiaire des agences régionales de santé (ARS), exerce sa tutelle sur toute demande de création, d'extension ou de fermeture d'un établissement médico-social accueillant ou hébergeant des personnes handicapées, enfants ou adultes.
En effet, depuis le décret n° 2010-870 du 26 juillet 2010, « toute création, transformation ou extension d’établissement ou de service social ou médico-social doit faire préalablement l’objet d’un appel à projet publié l’agence régionale de santé du territoire concerné. »,.

### Représentation ministérielle
Marie-Madeleine Dienesch est la première membre du gouvernement chargé du dossier des personnes handicapées en qualité de secrétaire d’État à l’Action sociale et à la Réadaptation (Gouvernement Chaban-Delmas en juillet 1969). Catherine Trautmann est la première membre du gouvernement (Gouvernement Michel Rocard (1) en avril 1988) à recevoir le titre de Secrétaire d'État chargé des Personnes âgées et des Handicapés. Ségolène Royal est la première membre du gouvernement chargé du dossier des personnes handicapées en tant que ministre délégué (Gouvernement Jospin en mars 2001). le 20 mai 2022, Damien Abad est le premier membre du gouvernement à diriger un ministère entièrement dédiées au Solidarités, à l'Autonomie et aux Personnes handicapées mais il ne restera en place qu'un peu plus de deux mois (20 mai au 4 juillet 2022), son successeur ne reprenant que le titre de Ministre déléguée.

### Au niveau départemental

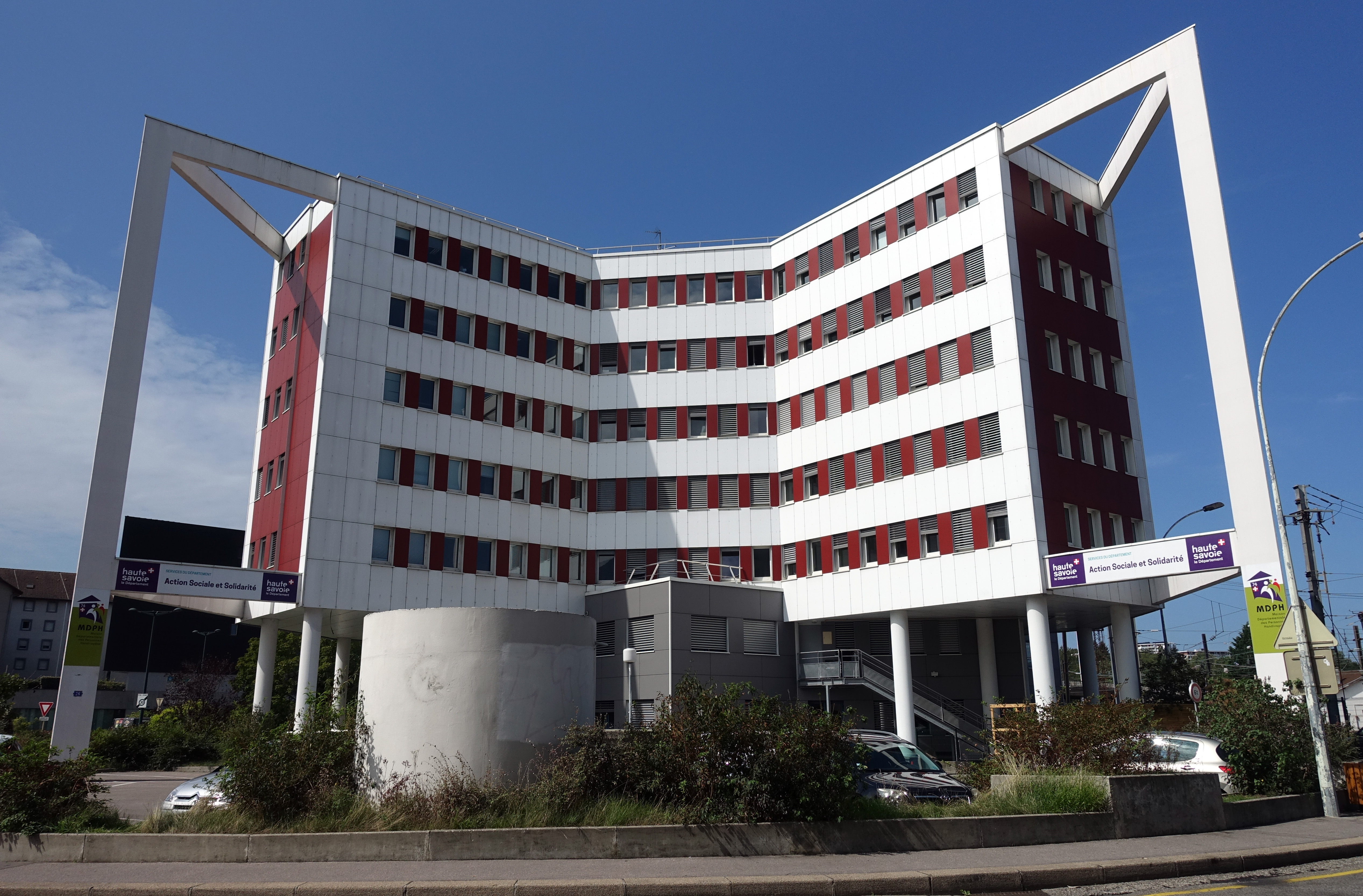
La MDPH de la Haute-Savoie à Annecy

Le conseil départemental est un des principaux organisateurs de la politique de compensation du handicap même s'il en est pas le financeur principal.
Le conseil départemental gère l'organisation de la Maison départementale des personnes handicapées (MDPH ou MDA) et en son sein la Commission des droits et de l'autonomie des personnes handicapées, crées par la loi du 11 février 2005 et chargées de répondre aux demandes faites par les personnes handicapées (ou par leurs familles ou dépositaires de l'autorité légale) telles que les orientations éventuelles vers des établissements ou des services correspondant aux besoins sanitaires et/ou sociaux de l'enfant, de l'adolescent, de l'adulte ou de la personne vieillissante en perte d'autonomie.
Le conseil départemental doit également élaborer un Schéma départemental du handicap sur une périodicité de cinq ans. Ce plan, qui s’inscrit dans les orientations nationales déclinées par la CNSA, vise notamment à structurer et surveiller les différents services d'accompagnement offrant des prestations aux personnes en situation de handicap en ce qui concerne leurs aides éventuelles, leurs orientations et les mesures permettant à ces personnes d'être insérées en milieu scolaire, professionnel ou social.

### Au niveau Local

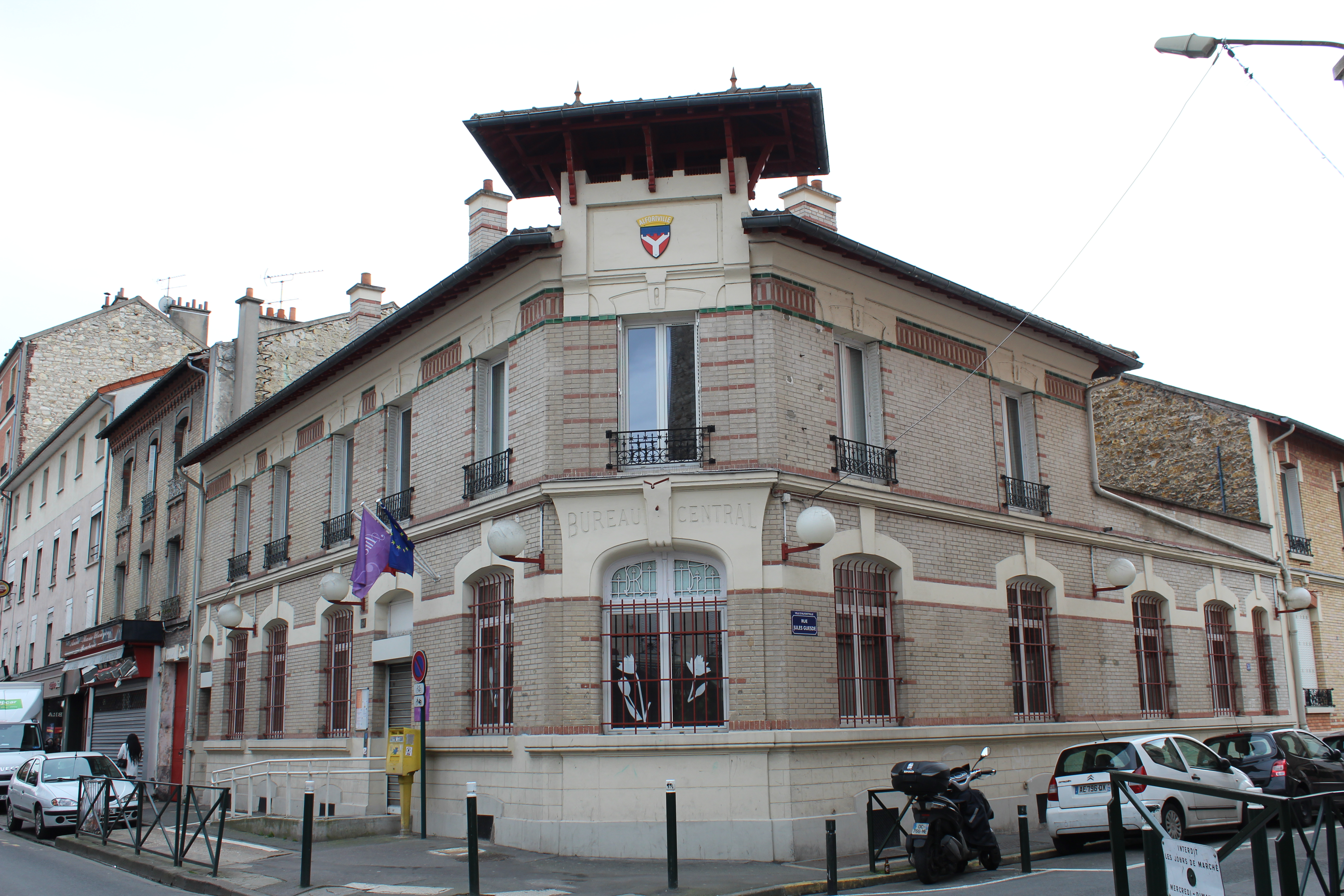
Immeuble du CCAS d'Alfortville (Val de Marne)

Au niveau local, la commune ou l'établissement public de coopération intercommunale (communautés de communes, communautés d'agglomération, métropoles) doivent gérer un Centre communal d'action sociale (CCAS ou CCIAS).
Ces structures administratives publiques doivent transmettre les demandes d'aides sociales (dites demandes personnalisées) auprès des maisons départementales du handicap. Elles doivent, en outre, gérer toute demande concernant le logement, les aides financières ou les chèques vacances (pour les vacances adaptées, par exemple) mais aussi informer la personne handicapées des aides financières proposées par la CAF, les associations, les caisses de  retraites, etc..

Galerie des différents secrétaires d'état ou ministres du gouvernement français chargés des personnes handicapées entre 2014 et 2024
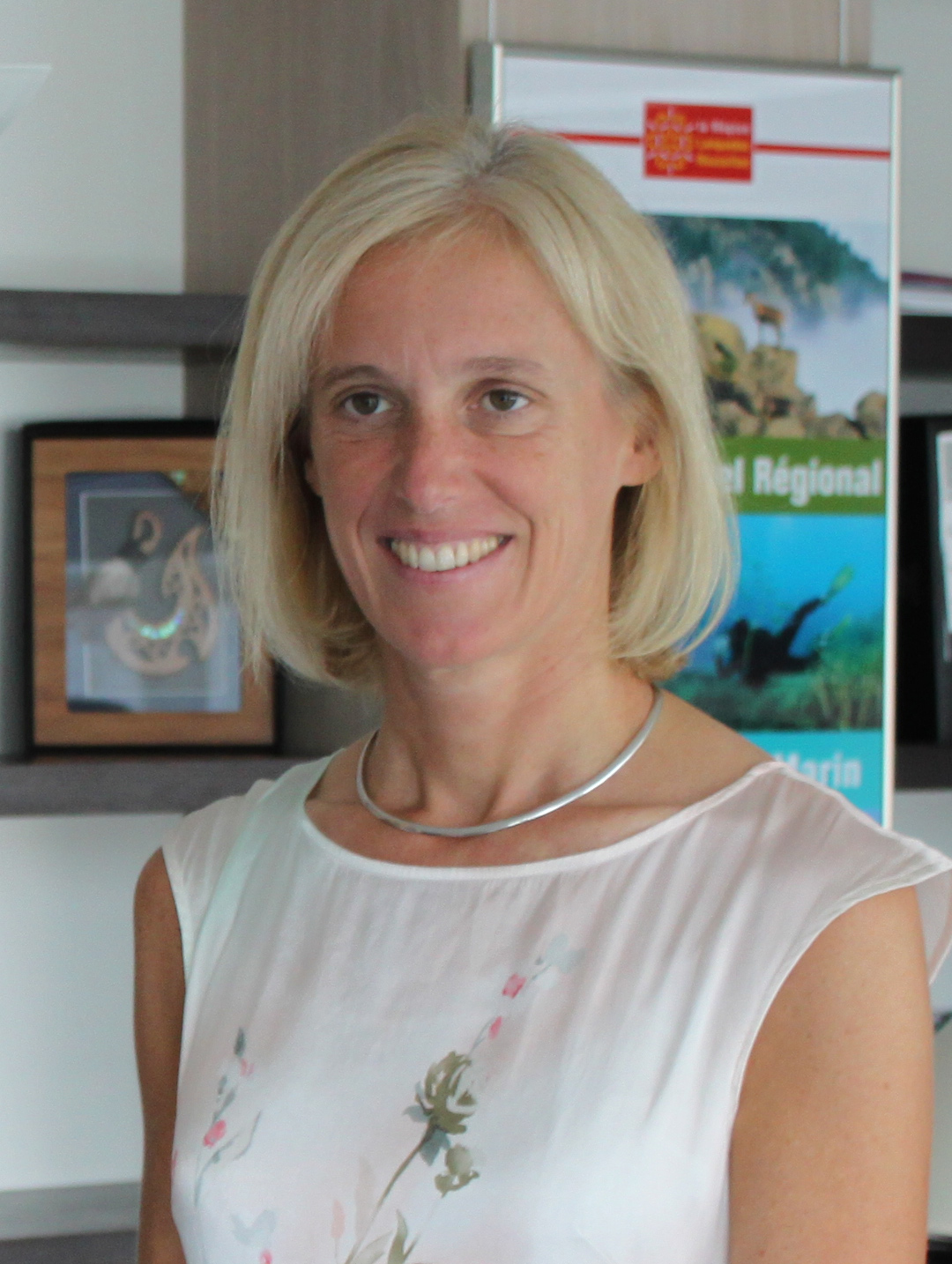
Ségolène Neuville (avril 2014 - mai 2017)
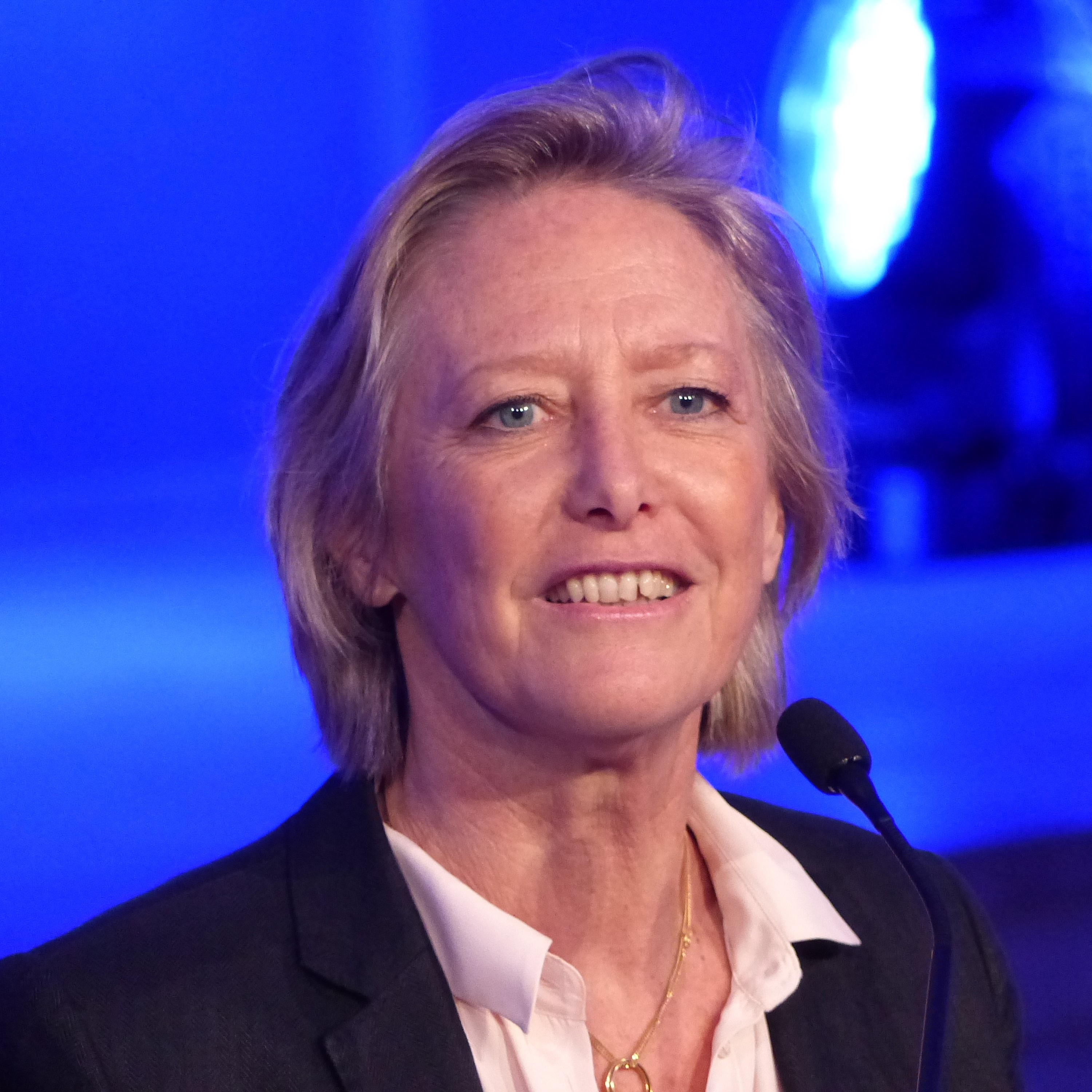
Sophie Cluzel (mai 2017 - mai 2022)
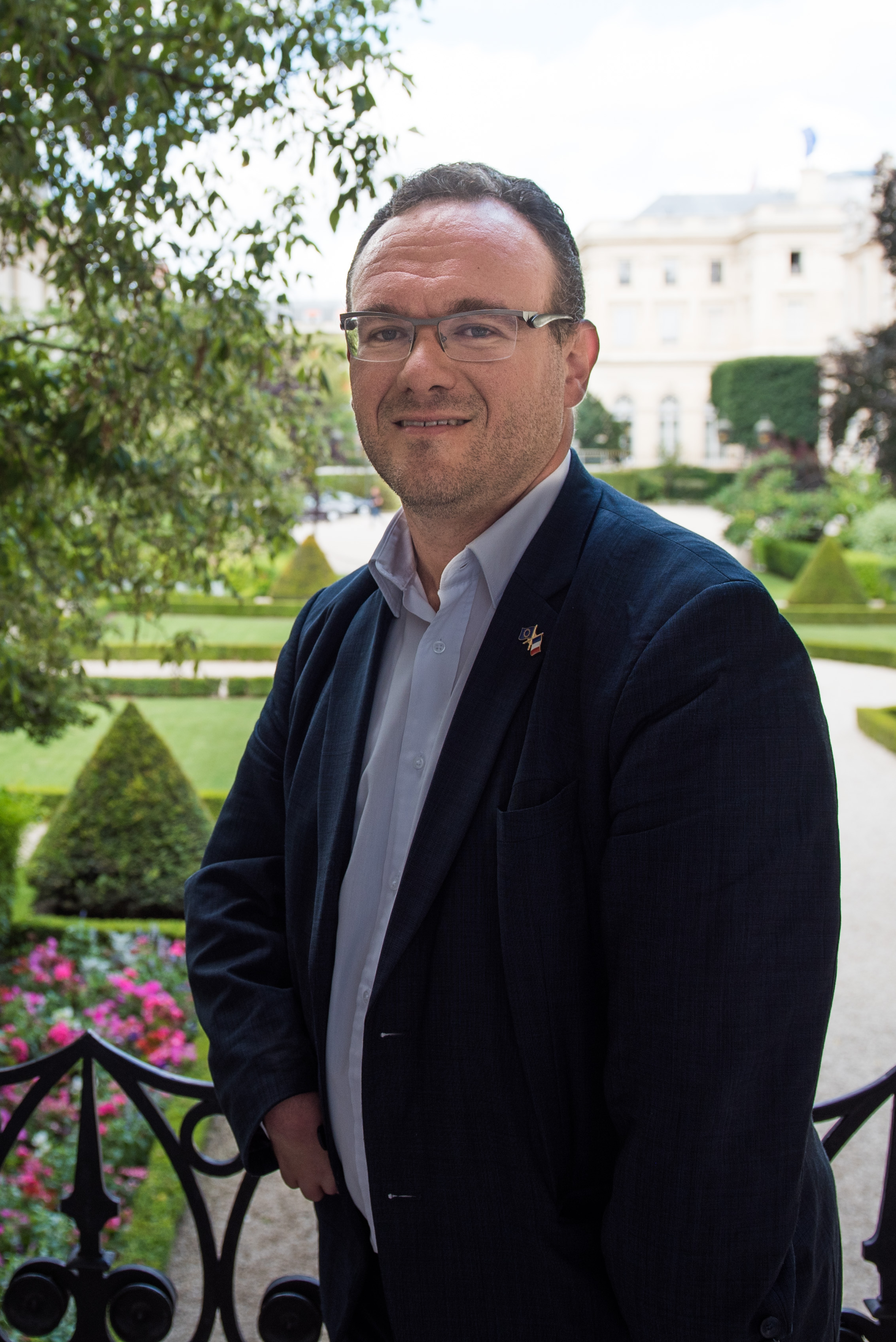
Damien Abad (mai - juillet 2022)
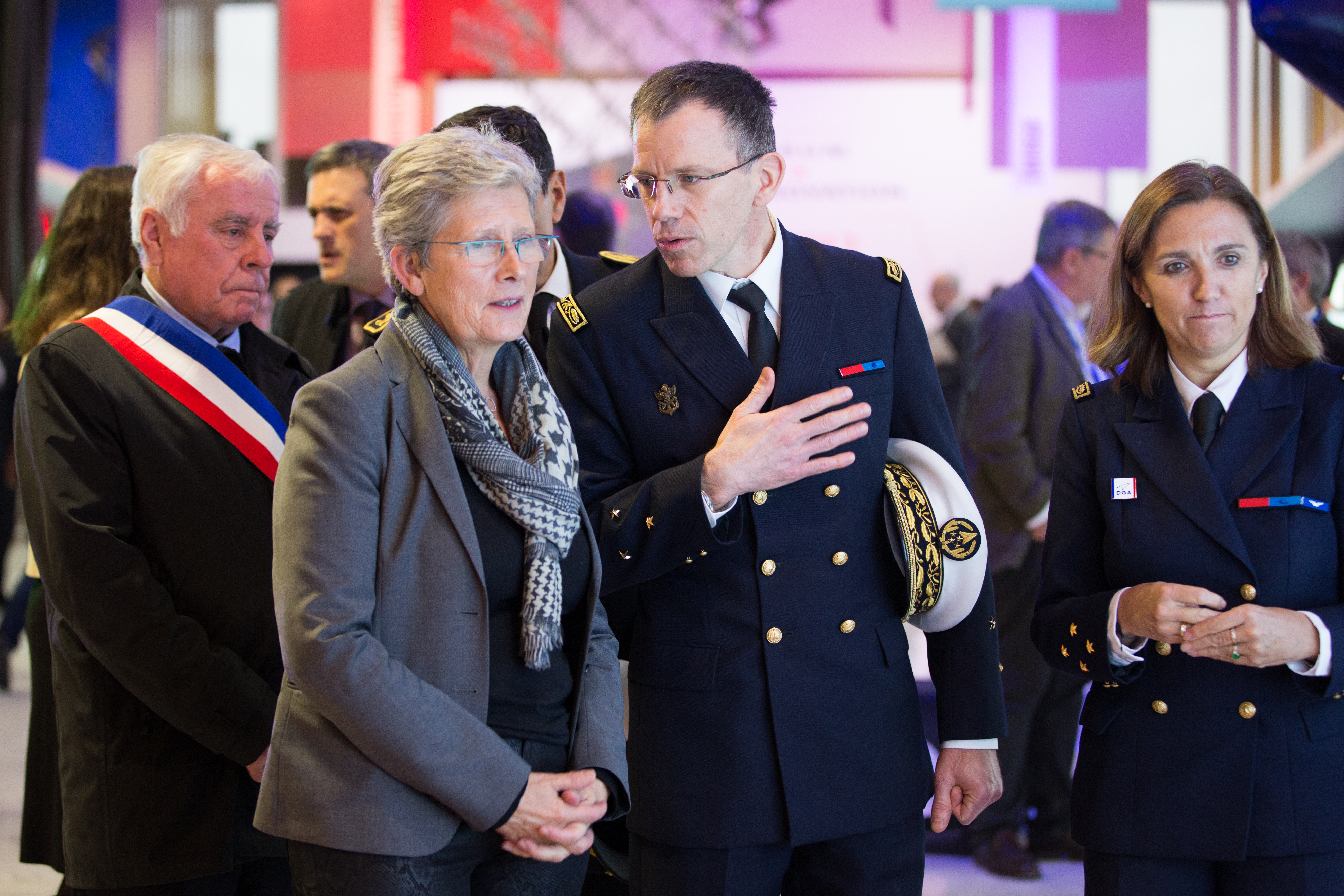
Geneviève Darrieussecq (juillet 2022 - juillet 2023).
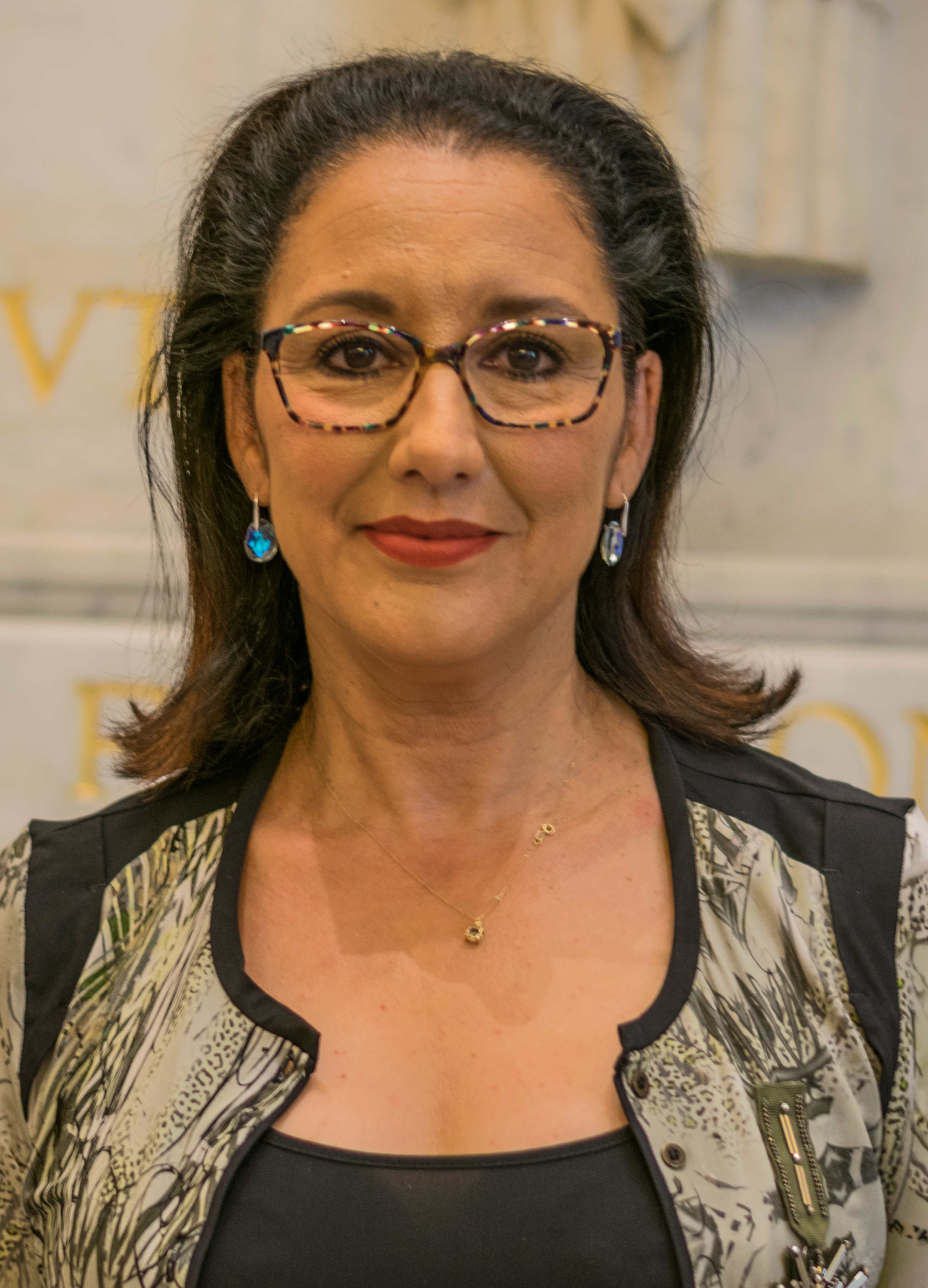
Fadila Khattabi, depuis le 20 juillet 2023

## Support associatif

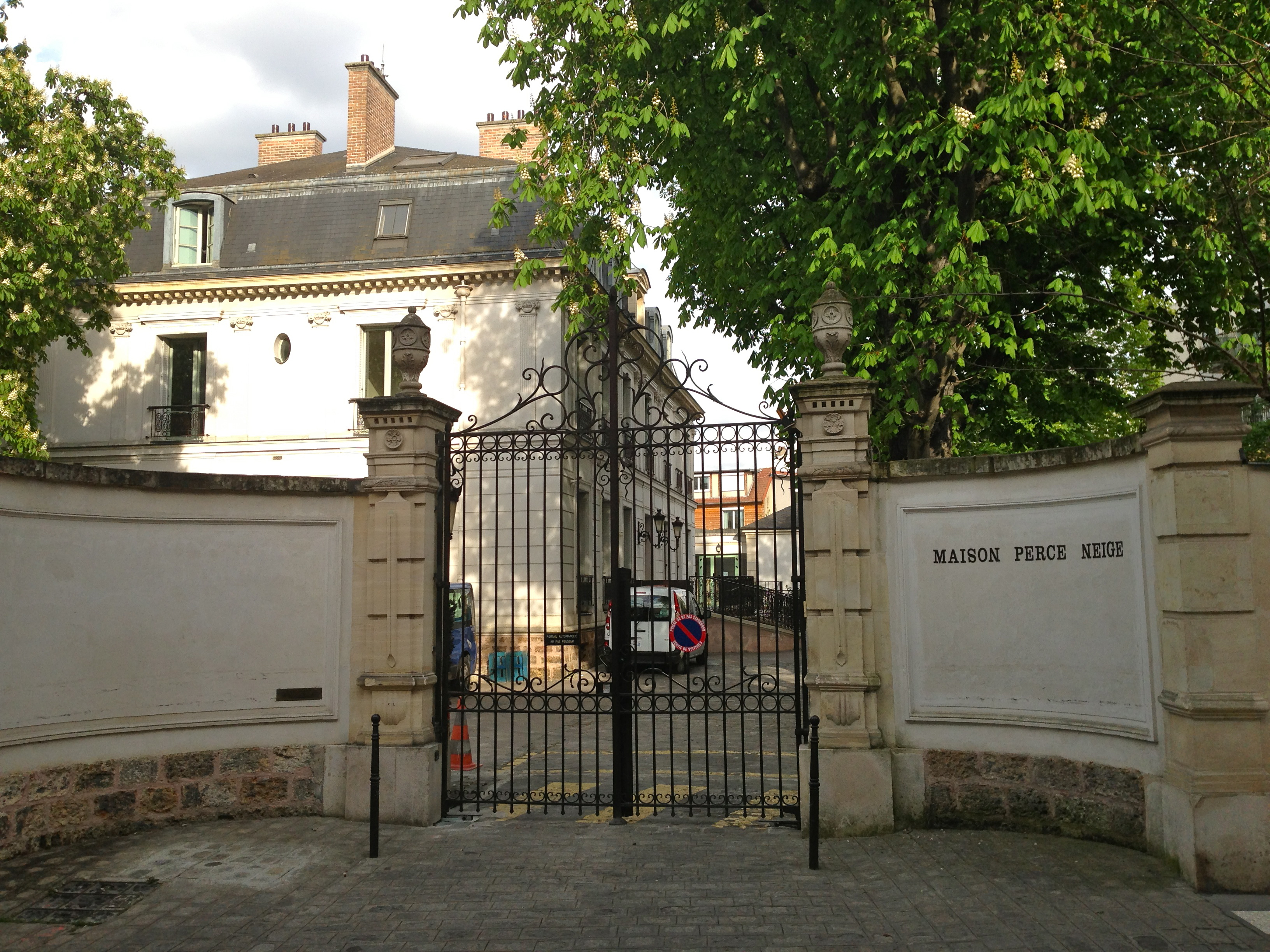
L'ancienne villa de Jacques Guerlain à Colombes est devenue une Maison d'accueil spécialisée de la Fondation Perce-Neige.

De nombreuses associations sont impliquées dans le domaine du handicap, soit pour effectuer la défense de leurs droits, les aider dans leurs démarches mais aussi les accueillir et les héberger dans divers établissements sociaux (Foyer de vie) et médicaux sociaux (Foyer d'accueil médicalisé, ESAT et Maison d'accueil spécialisée) dont notamment :
- l'Association Valentin Haüy (handicap visuel)
- l'APF France handicap (secteur handicap moteur et mental)
- l'UNAPEI (secteur handicap mental et cognitif)
- l'UNAFAM (secteur du handicap psychique)
- Sésame Autisme (secteur du handicap cognitif)
- la Fondation Perce-Neige (secteur handicap mental et cognitif)
- la Fondation Partage et Vie (secteur handicap mental, cognitif et dépendance)
- le réseau ADMR (dépendance)

## Accès aux sports et loisirs
L'intégration des personnes en situation de handicap se fait dans le milieu sportif spécialisé dans le cadre de deux fédérations : la FFSA (Fédération Française du Sport Adapté), qui s'adresse aux publics porteurs de handicap intellectuel, et la FFH (Fédération Française Handisport) qui s'adresse aux publics porteurs de handicap moteur et sensoriel. Par ailleurs, des sections handisport ou sport adapté peuvent exister au sein des clubs « valides » pour une intégration en milieu ordinaire plus marquée. Le terme d'activité physique adaptée désigne toutes ces pratiques ainsi que celles ayant trait à la réadaptation dans les centres de rééducation fonctionnelle par exemple.
Les lieux culturels et touristiques peuvent accueillir des personnes handicapées si des solutions techniques et humaines sont mises en œuvre :
- solutions humaines : visites tactiles, visites en langue des signes, ateliers d'activités pour personnes déficientes intellectuelles
- solutions techniques : -images tactiles, audiodescription, visio-guides avec langue des signes ou sous-titrage.

## Polémiques et condamnations de la France

### Droit international

#### Rapport des Nations unies en 2017
Catalina Devandas Aguilar, experte indépendante mandatée par le Conseil des droits de l’homme et l'Assemblée générale des Nations unies, visite la France du 3 au 17 octobre 2017 afin de formuler des avis sur la mise en œuvre des droits des personnes handicapées dans le monde. Elle constate que le code électoral, le code civil et la loi sur la santé mentale ne sont pas conformes à l’article 12 de la Convention relative aux droits des personnes handicapées (CDPH). Elle engage les autorités législatives à entreprendre un examen global de leur cadre normatif afin de finaliser le processus d'harmonisation juridique, conformément à l'article 4 de la CDPH. Catalina Devandas-Aguilar encourage le gouvernement français en 2017 à faire en sorte que le handicap soit abordé selon une approche fondée sur les droits de l'homme, et à fermer progressivement tous les établissements d'accueil pour personnes handicapées, y compris pour les enfants, au titre de l'égalité avec les autres personnes, estimant qu'il « n'existe pas de bons établissements » car ils tendent tous à imposer un mode d'existence.
La loi sur l'égalité des chances de 2005 donne d'après elle une définition du handicap ne correspondant pas à la Convention, et ne reconnaît pas le droit à des aménagements raisonnables. Les données sociodémographiques manquent. Elle ajoute que l'accent mis sur la déficience de l'individu et non pas sur les manques relatifs aux services apportés contribuent à l'isolement ainsi qu'au retard des politiques publiques quant à la modification de l'environnement et l'accès aux services de proximité. Elle propose une campagne de sensibilisation à grande échelle destinée à mettre en place une politique du handicap fondée sur les droits. La majorité des autorités publiques et prestataires rencontrées par elle ne sont pas informées des dispositions de la CDPH, la voix des personnes handicapées est insuffisamment prise en compte.
Elle exhorte le gouvernement à accélérer la transformation de l'environnement physique afin de permettre l'accessibilité aux infrastructures publiques et privées, et aux transports en commun. Un retard d'utilisation au quotidien de la langue des signes françaises (LSF) est constaté, y compris dans les services de base. Les campagnes de sensibilisation essentielles ne sont généralement pas accessibles à l’ensemble des personnes handicapées, notamment aux personnes sourdes-aveugles, autistes ou avec handicaps intellectuels. L'accent est mis sur l'usage des technologies alternatives et augmentatives. L'usage du braille est de moins en moins répandu, ce qui entraîne un risque d'analphabétisme des personnes aveugles.
Les systèmes de protection sociale français sont dénoncés pour leur caractère complexe et éclaté. La majorité des associations gérant les établissements et services privilégient le placement en institution plutôt que la vie en société. Le système français de protection sociale est décrit comme ayant une approche paternaliste d'isolement plutôt que favorisant des mesures d'accès à la citoyenneté et la participation à la collectivité. Elle souligne un manque de formation pour les auxiliaires de vie scolaire (AVS), d'adaptation des programmes ainsi que d'aménagements des salles de classe. Une politique globale de transformation du système éducatif est recommandée. L'experte engage également l'État à transformer les centres médico-sociaux (voir Institut médico-éducatif) en centres de ressources non résidentiels pour les enfants handicapés, car une fois que les enfants sont envoyés en centre médico-social, le Ministère de l'Éducation nationale n'en assure plus le suivi.
Le placement en établissement des personnes handicapées est dénoncé, ainsi que le placement dans des établissements en Belgique d'environ 6 500 personnes dont 1 500 enfants, sans que les autorités n'assurent de suivi. La demande massive de placement en établissement traduit une carence en termes d'accompagnement de proximité. Environ 10 000 enfants et 200 000 adultes résident dans des institutions de toutes sortes. Le gouvernement est appelé à la mise en place d'un moratoire, afin de suspendre toute nouvelle admission d'enfants handicapé en institution.
D'après les données du Ministère de la Justice, il y aurait quelque 385 000 personnes handicapées mises sous tutelle et 350 000 personnes sous curatelle. Les personnes autistes et celles avec handicap intellectuel sont placées d'office sous tutelle ou curatelle afin de faciliter leur placement en institution et leur accès aux prestations sociales. La mise sous tutelle entraîne un risque d'institutionnalisation, ainsi qu'une privation de droits pour ces personnes. Toutes les personnes handicapées devraient bénéficier d'une prise de décision accompagnée afin de pouvoir décider par elles-mêmes.
Le Code de Santé Publique, modifié par la loi no 2011-803 du 5 juillet 2011, régit les conditions et procédures relatives aux soins psychiatriques sans consentement, que ce soit en ambulatoire ou sous forme d’hospitalisation complète ou partielle, à la demande d’un tiers ou d’un représentant de l'État. Les personnes avec handicap psychosocial demeurent en hôpital psychiatrique durant de longues périodes, n'étant pas suffisamment informées de leurs droits à rencontrer le juge des libertés et de la détention. Les occasions de s'opposer à l'hospitalisation de ces personnes sont limitées, les juges se fiant principalement à l'avis des médecins.
Des cas d'abus sexuels et psychologiques, de recours à l'isolement ou à la contention, à la pratique du packing pour les personnes autistes, sont rapportés, ainsi que des menaces d'hospitalisation sans consentement émanant du personnel soignant. La mise en place de couvre-feux ainsi que de restriction de la mobilité est de mise pour les personnes hospitalisées en ambulatoire par la psychiatrie. La France est exhortée à revoir son cadre juridique relatif aux soins psychiatriques sans consentement de façon que toute intervention thérapeutique soit fondée sur un consentement libre et éclairé.
Le concept d'aménagement raisonnable, prévu à l'article 2 de la CDPH, n'est pas mis en place ni reconnu en matière d'emploi. Celui-ci permettrait d’assurer l'inclusion effective des personnes handicapées sur le lieu de travail, notamment par le biais d'aménagements permettant leur recrutement et leur évolution professionnelle.
Le gouvernement est encouragé à participer à la mise en place d'organisations représentatives de toutes les catégories de personnes handicapées, notamment celles avec polyhandicap et handicap intellectuel, psychosocial ou de développement. Ces personnes ne sont pas prises en compte, ce qui constitue une entrave à l'article 29 de la CDPH. Le Conseil national consultatif des personnes handicapées (CNCPH) ne dispose pas de budget d'exploitation permettant d'assurer le bon fonctionnement de celui-ci. Les procédures de consultation auprès de prestataires de services ainsi que d'associations de parents représentant leurs intérêts ne sont pas suffisantes, notamment en zones rurales ou dans les départements et régions d'outre-mer.
L'article L5 relatif à la suspension du droit de vote pour certaines personnes sous tutelle, dans le Code électoral, doit être révoqué, car 17% des personnes handicapées mises sous tutelle sont privées de ce droit. Il y a également un manque d'accessibilité des bureaux de vote et des campagnes électorales.
L'aide publique au développement n'est pas inclusive et accessible aux personnes handicapées, alors que ce devrait être le cas selon l'article 32 de la CDPH.

#### Rapport des Nations Unies en 2021
La France a été à nouveau épinglée par l'Organisation des Nations unies en 2021 dans un rapport sévère par rapport à la non-conformité de la législation locale à la Convention relative aux droits des personnes handicapées (CDPH), ratifiée par la France. L'ONU déplore notamment les "mesures prises par la France [qui] ne traduisent pas le modèle du handicap basé sur les droits de l’homme" et a fait part de ses inquiétudes et recommandations dans ce rapport.
Parmi ses multiples recommandations, on trouve : "le fait que [la France] n’a pas pris de mesures pour revoir et aligner sur la Convention sa législation et ses politiques nationales, départementales et municipales relatives au handicap, ainsi que ses lois et politiques fondées sur le modèle médical ou une vision paternaliste du handicap, notamment la définition du handicap figurant dans la loi du 11 février 2005 pour l’égalité des droits et des chances, la participation et la citoyenneté des personnes handicapées, qui est axée sur la prévention du handicap et le traitement médical des incapacités, y compris des handicaps psychosociaux et de l’autisme, et le modèle de la « prise en charge médico-sociale », qui perpétue le placement systématique des personnes handicapées en institution.
La CDPH exige notamment la désinstitutionnalisation et l'ONU a publié en septembre 2022 des lignes directives sur la désinstitutionnalisation. Ces dernières exigent la fermeture de tous les établissements spécialisés, même dans les situations d'urgence. Or, l'institutionnalisation des personnes handicapées est toujours pratiquées en France, y compris pour les enfants.

#### La décision du Conseil de l'Europe en 2023
Le 17 avril 2023, le Conseil de l'Europe a conclu à la violation par la France de la Charte sociale européenne "en raison du manquement des autorités à adopter des mesures efficaces dans un délai raisonnable en ce qui concerne l’accès aux services d’aide sociale et aux aides financières, l’accessibilité des bâtiments, des installations et des transports publics, et à développer et adopter une politique coordonnée pour l’intégration sociale et la participation à la vie de la communauté des personnes handicapées". Cette décision a été introduite à la suite d'une réclamation par Inclusion Europe et le Forum européen des personnes handicapées contre la France.

### Polémiques
Depuis plusieurs années, des milliers de personnes handicapées n'ont aucune structure spécialisée pour les accueillir à proximité du domicile de leurs familles, ni même sur le sol Français. Faute de places ou face à des listes d'attente sur plusieurs années, un certain nombre d'entre elles ont été obligées de s'exiler en Belgique où les places ne manquent pas ou sont contraintes de rester chez elles. La secrétaire d'état Sophie Cluzel reconnait en juillet 2021 qu'il s'agit d'un scandale auquel la France doit rapidement remédier. Á la fin de l'années 2023, 8 258 personnes handicapées françaises sont encore accueillies dans les établissements belges.
Élisabeth Borne, qui venait d'être nommée première ministre du gouvernement française a suggéré le 16 mai 2022 à une femme handicapée, auditrice d'une station de radio, privée d'allocation adulte handicapé (AAH), de « reprendre une activité professionnelle », en lien avec des « structures dont c'est la responsabilité », suscitant ainsi une polémique dans les milieux politiques et associatifs. La première ministre a ensuite assuré n'avoir pas eu l'intention de blesser la personne. En janvier 2023 la députée Renaissance des Hauts-de-Seine, Claire Guichard, a souhaité présenter ses excuses aux accompagnants des élèves en situation de handicap (AESH) et à « ceux qui ont été heurtés » par ses propos tenus quelques jours auparavant où elle avait suggéré que certaines mères choisissaient d’être AESH « pour avoir les mercredis et vacances scolaires ».

### Condamnations
En 2018, les associations françaises UNAPEI, APF France Handicap, l'UNAFAM et la FNATH, représentées par le European Disability Forum et Inclusion Europe, ont porté une réclamation contre la France auprès du Comité européen des droits sociaux (CEDS), relevant du Conseil de l'Europe. Le président du CDES a sollicité les observations de la Commission nationale consultative des droits de l'homme (CNCDH) en qualité d'institution nationale des droits de l'homme. Le Comité s'est largement appuyé sur l'analyse de la CNCDH remise en juin 2020 pour rendre sa décision. Le 17 avril 2023, le comité conclut à la violation par la France de plusieurs articles de la Charte sociale européenne et notamment de l'article 15 alinéa 3 de la charte Charte sociale européenne.
Après avoir auditionné la délégation française du 18 au 23 août 2021, le Comité des droits des personnes handicapées relevant de l'ONU a rendu ses conclusions le 14 septembre, déplorant en préambule qu'  « une législation et des politiques publiques fondées sur le modèle médical et des approches paternalistes du handicap ». D'autres carences, sont également évoquées, concernant les stéréotypes négatifs dont souffre les personnes handicapées dont le manque d'accessibilité des transports ou de la télévision, les mesures de protection juridique (tutelle, curatelle) trop contraignantes, la difficulté d'accès à la justice.